# 大尉
大尉是軍人的职衔，在不同地區，大尉的位階也有些許的不同。
目前世界上僅有俄罗斯聯邦軍隊、德國聯邦國防軍以及朝鮮人民軍等少數國家的軍隊仍設置此一軍銜。

## 俄罗斯
俄罗斯军队的尉级军衔设置共4级：大尉、上尉、中尉、少尉。这一设置方式可上溯到苏联乃至沙俄时代。

## 中華人民共和國
中國人民解放軍的軍銜制度曾經有大尉軍銜，是高於上尉、低於少校的軍銜，可以担任副连职军官、正连职军官和副营职军官。其肩章和领章图案为一杠四星，俗称“一毛四”。但目前已經廢止。
中華人民共和國1955年軍銜制度中大尉軍銜相當於3级尉官制度的上尉軍銜，1953年拟定軍銜時解放軍尉官軍銜設立是：上尉、一級中尉、中尉、少尉，這與蘇聯設置是一樣的，俄文原文也是這樣的。1955年实授軍銜時將尉官改稱為：大尉、上尉、中尉、少尉。55式大尉軍銜一般授予副连长、连长和副營長。陆军和空军大尉的英文翻译为“Captain" （缩写CPT，俄文原文“Капитан”）, 而海军大尉为“First lieutenant” （缩写1LT，俄文原文“Капитан лейтенант”）。1988年实行新軍銜制度取消大尉軍銜。

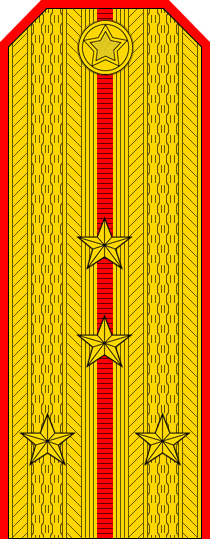
中國人民解放軍陸軍大尉肩章
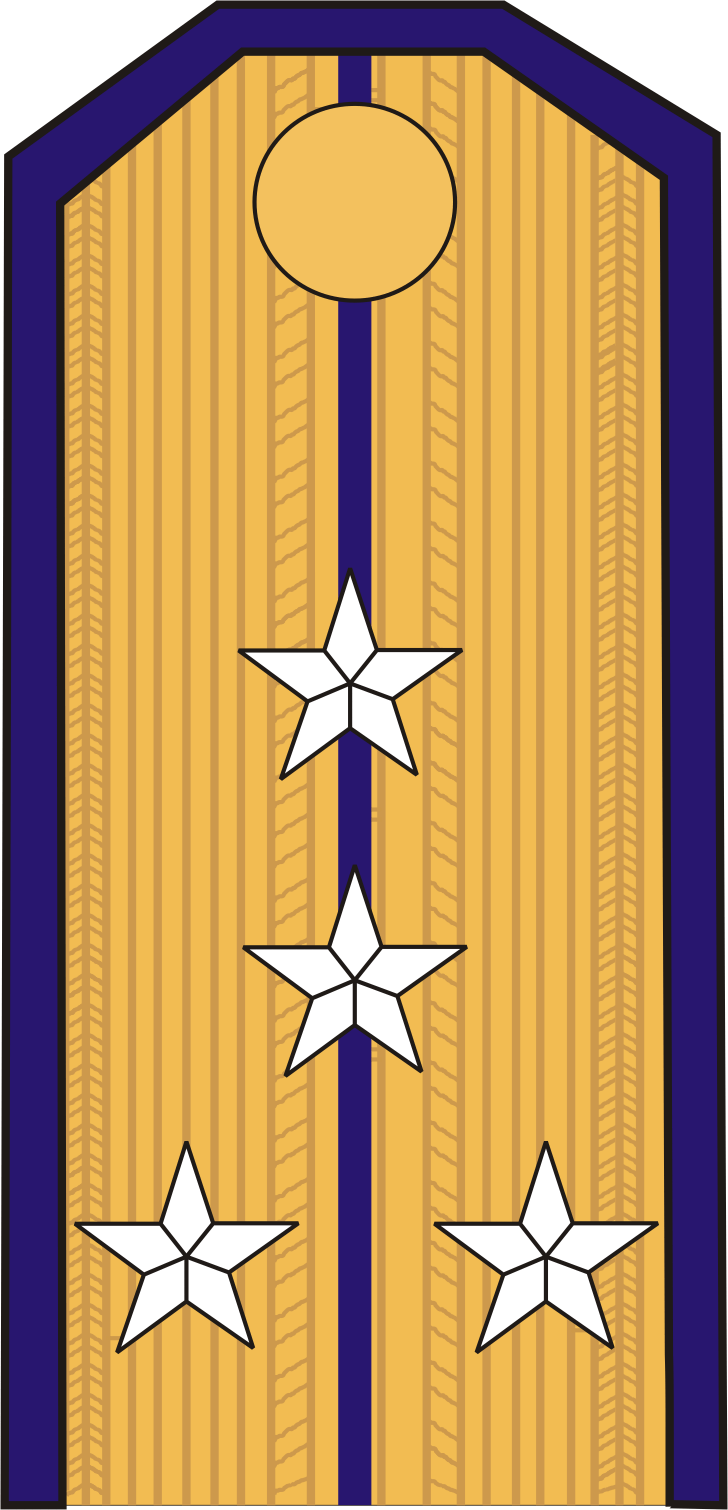
中國人民解放軍海軍大尉肩章
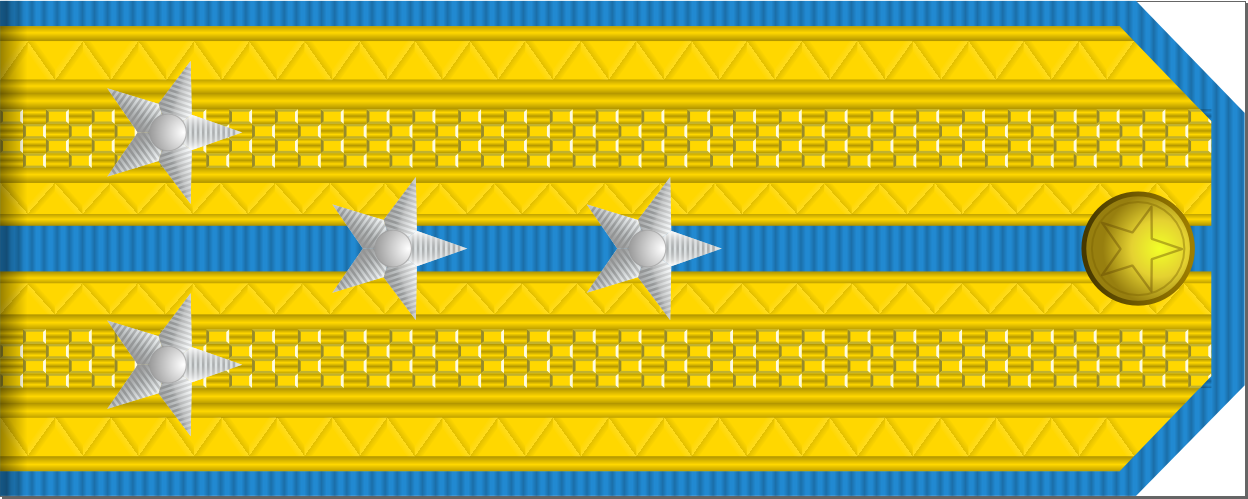
中國人民解放軍空軍大尉肩章

## 日本、朝鮮半島、越南
在二次世界大戰前日本皇軍舊日本軍銜中，大尉相當於上尉，介于少佐和中尉之間；大韓民國國軍、越南共和国军、朝鮮人民軍和越南人民军的上尉军衔亦為「大尉」（대위、Đại úy），而在朝鲜和越南人民军军衔制度中高於上尉、低於少校的階級则称「上级大尉」（상급대위、Thượng cấp Đại úy）。其中在越南人民军1948年、1982年的军衔设置中，「大尉」（上尉）为尉官的最高级别，与日军、大韓民國國軍和越南共和国军军衔制度相同；在越南人民军1958年与1990年至今的军衔设置中，大尉（「上级大尉」）是高於上尉（「大尉」）、低於少校的階級，与苏联军衔制度、中国人民解放军1955年军衔制度和朝鮮人民軍军衔制度相同。

朝鲜人民军陆军大尉常服肩章
朝鲜人民军海军大尉冬季常服肩章
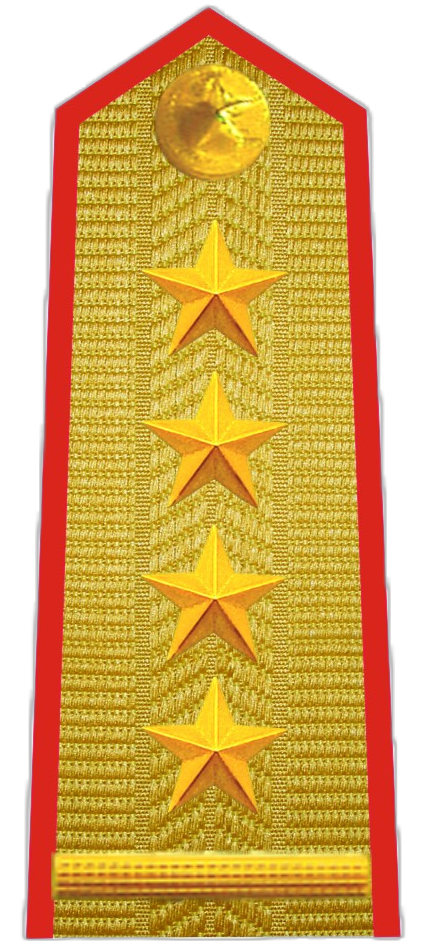
越南人民军陆军大尉肩章
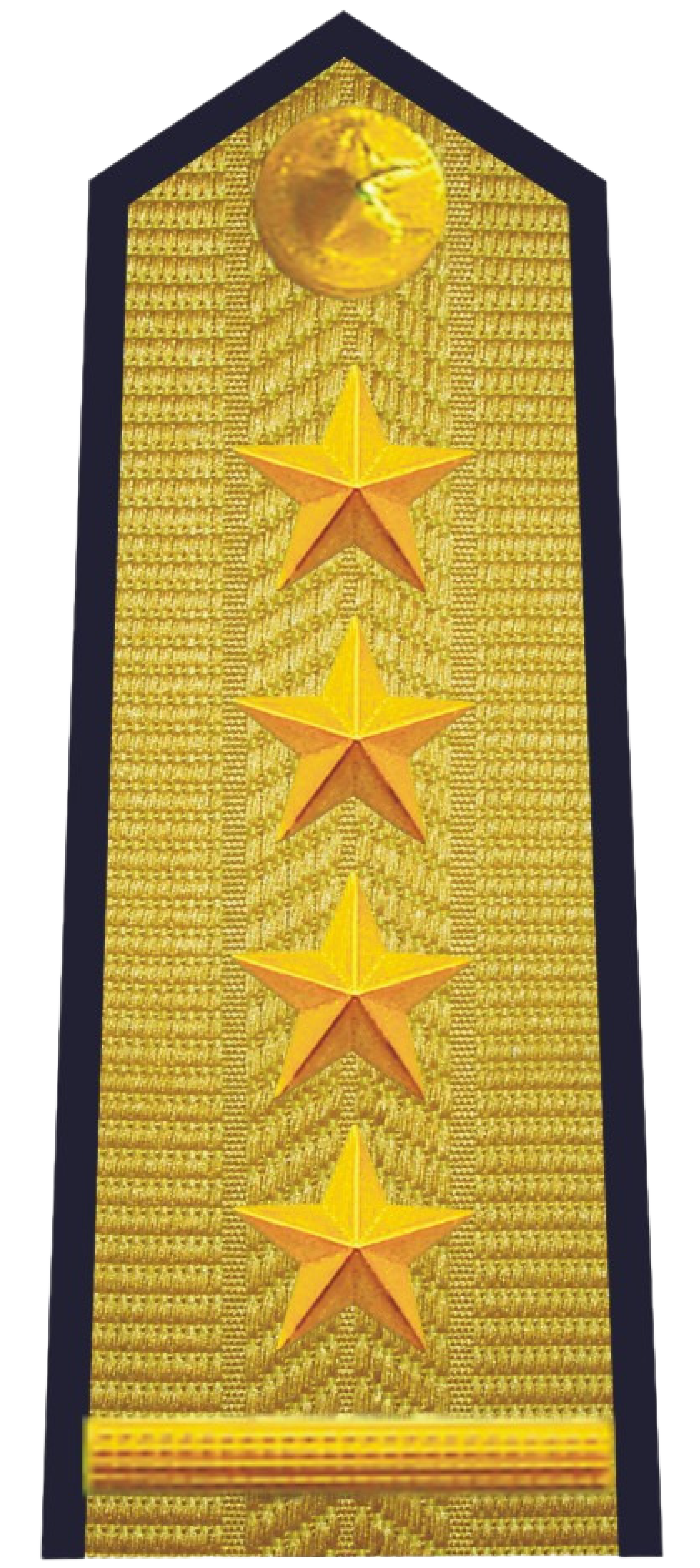
越南人民军海军大尉肩章

## 德國
目前德國聯邦國防軍設有階級高於上尉、低於少校的大尉，陸軍大尉和空軍大尉稱作「Stabshauptmann」（縮寫StHptm或SH），而海軍大尉稱作「Stabskapitänleutnant」。国家人民军也曾设同样等级。

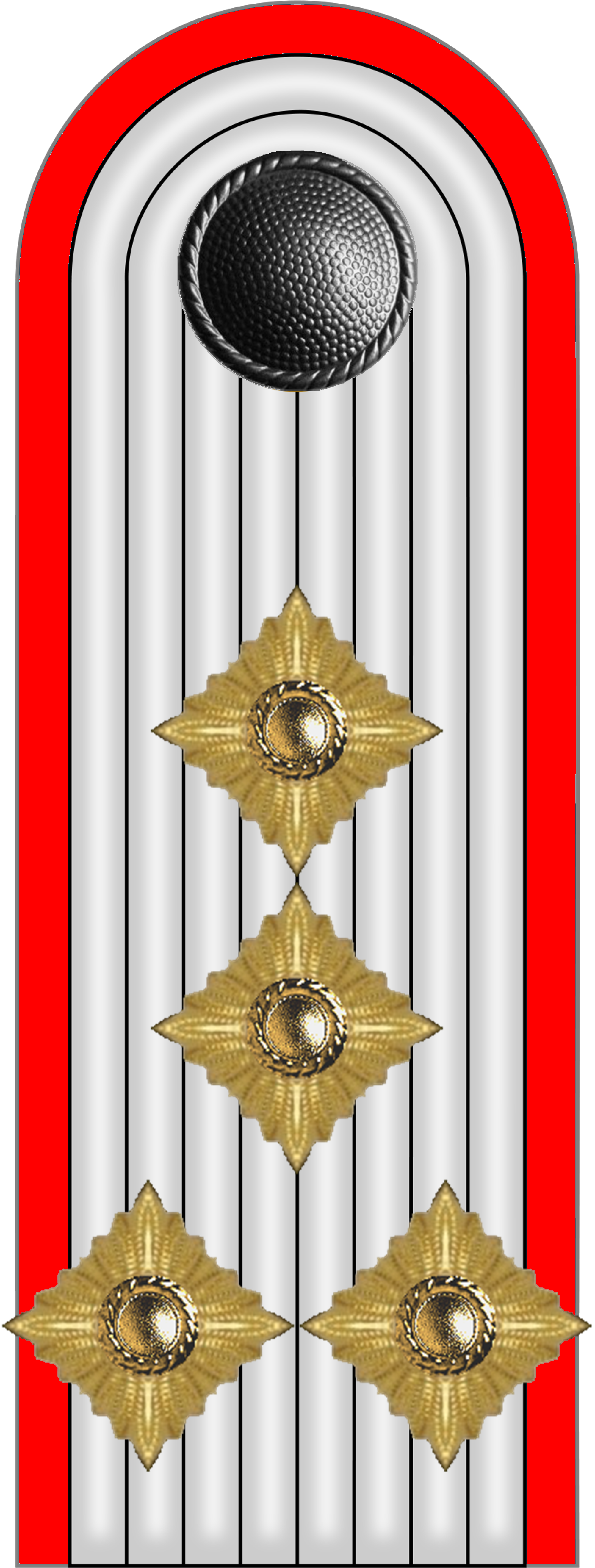
国家人民军炮兵大尉肩章
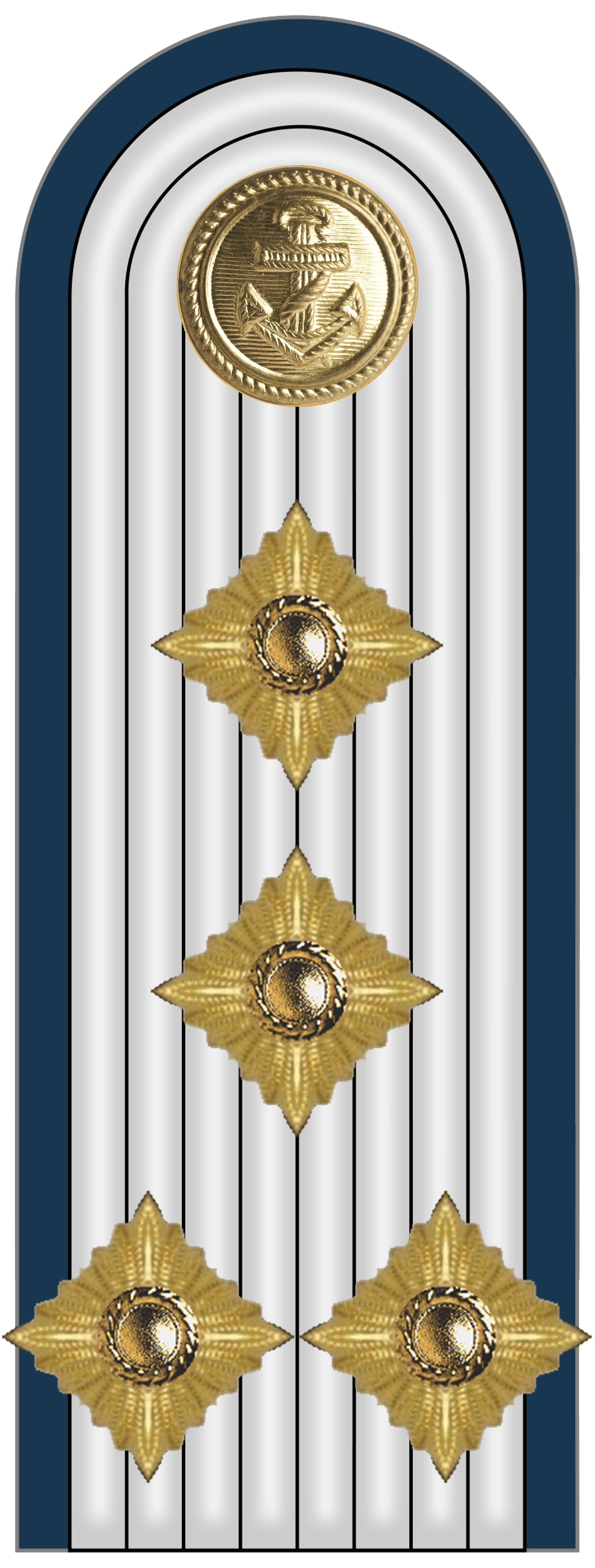
国家人民军海军大尉肩章
联邦国防军陆军大尉肩章
联邦国防军海军大尉肩章

## 墨西哥及拉丁美洲
目前墨西哥武装部队及拉丁美洲的古巴和危地马拉等国武装力量設有階級高於上尉、低於少校的一级，其中陆军和空军大尉稱作「Capitán primero」，而海军大尉稱作「Teniente de navio」。

墨西哥陆军大尉肩章
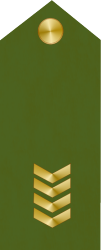
古巴陆军大尉肩章
阿根廷陆军大尉肩章
危地马拉陆军大尉肩章

## 其他
某些国家亦设有高於上尉、低於少校的一级，如曾受苏联影响的阿富汗国民军和蒙古人民军及现蒙古武装部队。

阿富汗陆军大尉肩章
阿富汗空军大尉肩章
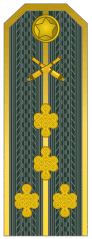
蒙古人民军陆军大尉肩章
蒙古国陆军大尉肩章